# Chukwuma Akabueze
Chukwuma Akabueze, surnommé Bentley, né le 6 mai 1989 à Ilorin au Nigeria, est un footballeur international nigérian évoluant au poste de milieu offensif à l'Ümraniyespor.

## Sélection
- Nigeria : 2 sélections / 1 but

Chukwuma Akabueze compte 2 sélections pour 1 but inscrit lors de l'année 2007. Il n'a plus été appelé depuis.
Il a aussi participé à la Coupe du monde des moins de 20 ans en 2007.

## Palmarès
ODD Grenland
- Champion de deuxième division norvégienne (1) : 2008